# Пещерный человек (фильм, 2004)
«Пещерный человек» (англ. Cavedweller) — фильм Лизы Холоденко по роману Дороти Эллисон. Премьера состоялась в США, на кинофестивале «Трайбека», 4 мая 2004 года.
Фильм вызвал неоднозначную реакцию критики.

## Сюжет
У Делии Бёрд внезапно умер муж. Она решает вернуться из Лос-Анджелеса домой и попытаться восстановить доверие своих двух дочерей от первого брака. Она проезжает тысячи километров, чтобы восстановить свои корни. Делия хочет получить опеку над своими детьми, которых она оставила несколько лет назад. При этом она понимает, что ей придется столкнуться с обидой её первого мужа, с враждебностью членов его семьи, с непримиримой позицией чопорного общества и завоевать доверие двух своих дочерей.

## В ролях
| Актёр        | Роль          |
| ------------ | ------------- |
| Кира Седжвик | Делия Бёрд    |
| Шерилин Фенн | М. Т.         |
| Эйдан Куинн  | Клинт Уиндзор |
| Джилл Скотт  | Розмари       |